# Eselstritt
Das Gebiet Eselstritt ist ein mit Verordnung vom 27. April 1982 durch die Körperschaftsforstdirektion Tübingen ausgewiesener Schonwald (Schutzgebiet-Nummer 200319) in Baden-Württemberg.

## Lage
Der Schonwald umfasst einen Teil des Schönbuchs südsüdöstlich von Hildrizhausen im Landkreis Böblingen in Baden-Württemberg. Er liegt im Staatswald Herrenberg und umfasst Teile der Abteilungen 10 und 16 des Distriktes 1 „Lindach“.
Der Schonwald liegt im Landschaftsschutzgebiet Hildrizhausen und ist Teil des Vogelschutzgebiets Nr. 7420-441 Schönbuch.

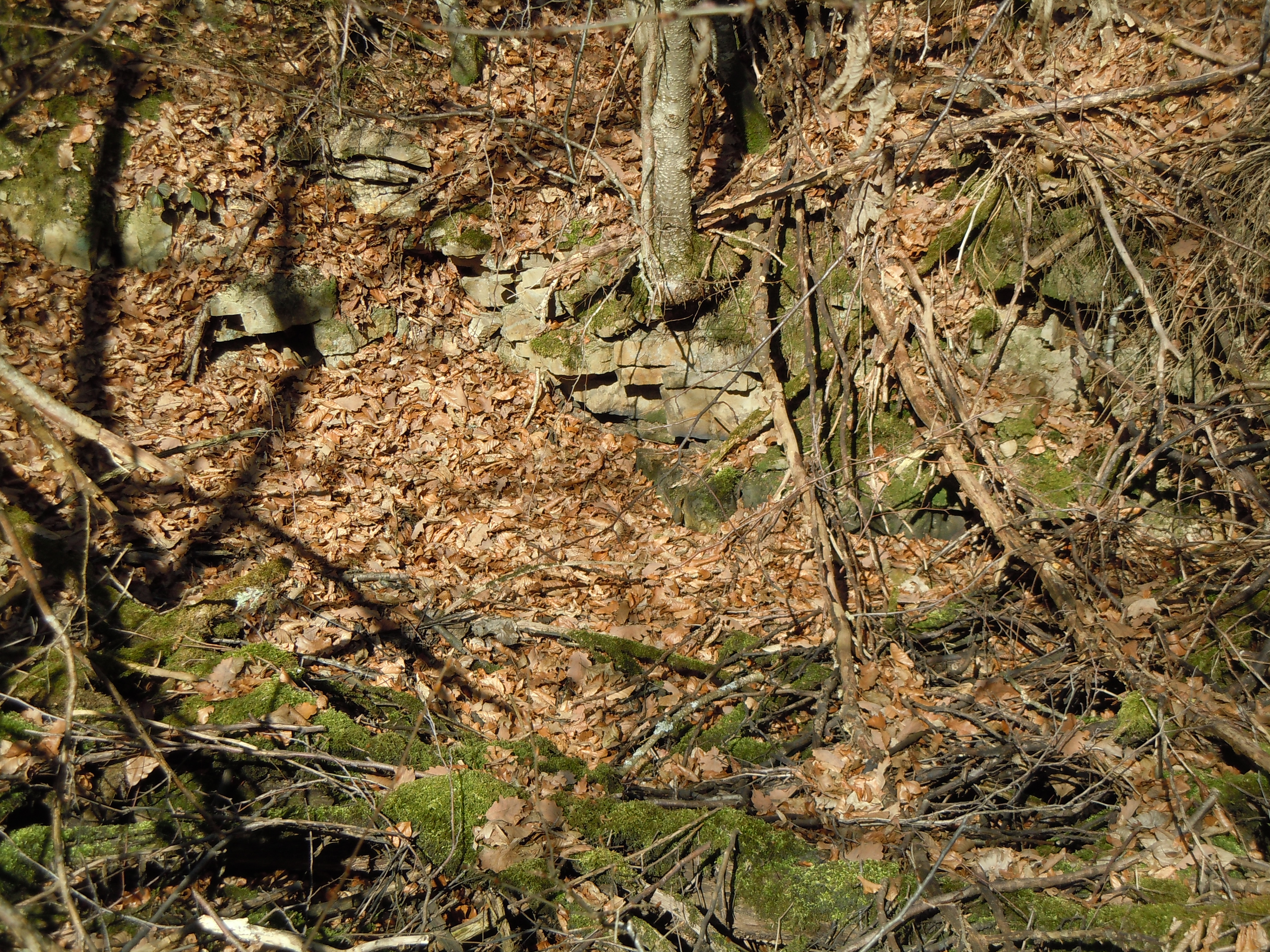
Steinbruch Rauher Hau

Der Schonwald überlagert sich mit dem flächenhaften Naturdenkmal Steinbruch Rauher Hau.

## Schutzzweck
Der Schutzzweck des Schonwalds ist gemäß Schutzgebietsverordnung die Erhaltung, Pflege und Verjüngung des standortstypischen, naturnahen Eichen-Buchen-Waldes in seinen verschiedenen Ausbildungsformen sowie die Erhaltung und Förderung des Nistangebotes für Höhlenbrüter.

## Betreuung
Wissenschaftlich betreut wird der Schonwald durch die Forstliche Versuchs- und Forschungsanstalt Baden-Württemberg (BVA).